# Pteralopex taki
Pteralopex taki es una especie de murciélago de la familia Pteropodidae.

## Distribución geográfica
Se encuentran en las islas Nueva Georgia y Vangunu, estando aparentemente extinta en Kolombangara (islas Nueva Georgia, Islas Salomón). Está amenazada por pérdida de su hábitat y algo de caza.